# Криво-Поле
Кри́во-Поле́ (болг. Криво поле) — село в Хасковській області Болгарії. Входить до складу общини Хасково.

## Населення
За даними перепису населення 2011 року у селі проживали 911 осіб.
Національний склад населення села:
| Національність   | Кількість осіб | Відсоток |
| ---------------- | -------------- | -------- |
| болгари          | 420            | 49,7%    |
| цигани           | 392            | 46,4%    |
| турки            | 4              | 0,5%     |
| інша             | 25             | 3,0%     |
| не визначились   | 4              | 0,5%     |
| Всього відповіли | 845            |          |

Розподіл населення за віком у 2011 році:
Динаміка населення: